# Södra Kulingen
Södra Kulingen är en sjö i Sävsjö kommun och Värnamo kommun i Småland och ingår i Lagans huvudavrinningsområde. Sjön är 1,7 meter djup, har en yta på 0,0806 kvadratkilometer och befinner sig 185,1 meter över havet. Vid provfiske har abborre och gädda fångats i sjön.

## Delavrinningsområde
Södra Kulingen ingår i det delavrinningsområde (633718-141555) som SMHI kallar för Utloppet av Grunnen. Medelhöjden är 213 meter över havet och ytan är 55,3 kvadratkilometer. Det finns inga delavrinningsområden uppströms utan avrinningsområdet är högsta punkten. Bantabäck som avvattnar avrinningsområdet har biflödesordning 3, vilket innebär att vattnet flödar genom totalt 3 vattendrag innan det når havet efter 185 kilometer. Delavrinningsområdet består mestadels av skog (78 %). Avrinningsområdet har 0,78 kvadratkilometer vattenytor vilket ger det en sjöprocent på 1,4 %.